# Annaphila
Annaphila is een geslacht van vlinders van de familie Uilen (Noctuidae), uit de onderfamilie Acronictinae.

## Soorten
- Annaphila abdita Rindge & Smith, 1952
- Annaphila arvalis H. Edwards, 1875
- Annaphila astrologa Barnes & McDunnough, 1918
- Annaphila baueri Rindge & Smith, 1952
- Annaphila casta H. Edwards, 1890
- Annaphila danistica Grote, 1873
- Annaphila decia Grote, 1875
- Annaphila depicta Grote, 1873
- Annaphila diva Grote, 1873
- Annaphila divinula Grote, 1878
- Annaphila evansi Rindge & Smith, 1952
- Annaphila hennei Rindge & Smith, 1952
- Annaphila ida Rindge & Smith, 1952
- Annaphila lithosina H. Edwards
- Annaphila macfarlandi Buckett & Bauer, 1964
- Annaphila mera Harvey, 1875
- Annaphila miona Smith, 1908
- Annaphila olgae Sala, 1963
- Annaphila pseudoastrologa Sala, 1963
- Annaphila pustulata H. Edwards, 1881
- Annaphila spila Rindge & Smith, 1952
- Annaphila superba H. Edwards, 1875
- Annaphila vivianae Sala, 1963